# Гэлвин, Дэниел
Дэниел Уильям Джозеф Гэлвин (англ. Daniel William Joseph Galvin, род. в апреле 1944 года) — британский звездный стилист-парикмахер, офицер ордена Британской империи (2006) за бесценный вклад в парикмахерскую индустрию, человек, который вывел колористику на совершенно иной уровень.

## Биография
Отец и дед Дэниела были парикмахерами. Но Дэниел, в отличие от других мастеров, не так увлекался техниками стрижек, сколько работал с цветом волос, создавая новые возможности для изменения имиджа при помощи цвета волос.
В 1960-х Дэниел Гэлвин работал в знаменитом салоне Леонарда — английского мастера, к которому приходили сделать прически самые известные люди Британской короны. Именно туда пришла 16-летняя начинающая модель Лесли Хорнби за новым имижем. Для неё Дэниел создал натуральный светлый оттенок, над которым работал около 8 часов! А эту модель история теперь знает под именем Твигги. В 1966 году она стала «Лицом года» и после этого её карьера стремительно пошла вверх, а о новой технике, изобретенной Гэлвином, узнали люди во всем мире.
В 1977 году Дэниел открыл свой собственный салон, в который потянулись известные люди. Дэниел работал с Николь Кидман, Маргарет Тэтчер и др. На протяжении последних 10 лет жизни принцессы Дианы Гэлвин был её личным парикмахером.
Сегодня под его именем выходит линия органической косметики для волос DGJ Hair Clinic — элитный бренд, награждённый несколькими почетными призами в Великобритании, доступный и в России.
Гэлвин и его жена Мэвис познакомились, когда он был еще учеником, а она работала парикмахером. Их трое детей, Луиза, Джеймс и Дэниел-младший, также работают парикмахерами.